# Sveriges Snöskoterägares Riksförbund
Sveriges Snöskoterägares Riksorganisation (SNOFED) är en intresseorganisation som representerar Sveriges snöskoteråkare.
SNOFED håller bland annat i utbildningen av snöskoterförare.